# 아와카모역
아와카모역(일본어: 阿波加茂駅)은 일본 도쿠시마현 미요시군 히가시미요시정에 위치한 시코쿠 여객철도 도쿠시마 선의 철도역이다. 역 번호는 B22이며, 섬식 승강장 1면 2선의 구조를 갖춘 지상역이다.

## 타는 곳
| 1 | ■ 도쿠시마 선 | 상행 | 아나부키 · 도쿠시마 방면 |
| 2 | ■ 도쿠시마 선 | 하행 | 아와이케다 방면          |

## 이용 현황
| 연도     | 하루 평균 | 연도     | 하루 평균 |
| 1995년도 | 365       | 2003년도 | 302       |
| 1996년도 | 372       | 2004년도 | 291       |
| 1997년도 | 335       | 2005년도 | 288       |
| 1998년도 | 338       | 2006년도 | 288       |
| 1999년도 | 356       | 2007년도 | 294       |
| 2000년도 | 342       | 2008년도 | 280       |
| 2001년도 | 329       | 2009년도 | 252       |
| 2002년도 | 314       | 2010년도 | 246       |
| -------- | --------- | -------- | --------- |

## 역 주변
- 히가시미요시 정청
- 국도 제192호선

## 인접 역
| 시코쿠 여객철도             | 시코쿠 여객철도 | 시코쿠 여객철도                 |
| --------------------------- | --------------- | ------------------------------- |
| B 18 사다미쓰 도쿠시마 방면 | 특급 '쓰루기산' | 아와이케다 B 25 아와이케다 방면 |
| B 21 미카모 사코 방면       | 보통            | 쓰지 B 23 쓰쿠다 방면           |